# Alexandra Pigg
Alexandra Pigg (Knotty Ash, 1962) é uma atriz britânica que primeiro ganhou destaque como Petra Taylor na novela de TV Brookside. Suas aparições em filmes mais conhecidas são Elaine em Letter to Brezhnev (1985), pelo qual foi indicada ao prêmio BAFTA, e Bridget Baines em A Chorus of Disapproval (1988). 

## Biografia
Ela frequentou a Holly Lodge Girls 'Grammar School em Liverpool, agora Holly Lodge Girls' College. 

## Carreira
Em 1982, ela interpretou Petra Taylor, com seu marido Gavin interpretado por Danny Webb, na série Brookside. 
Seguindo seu papel no filme de 1985 Letter to Brezhnev, ela estrelou o filme da BBC Smart Money (1986), A Chorus of Disapproval (1988) com Anthony Hopkins e Jeremy Irons, Strapless (1989) com Bridget Fonda, Chicago Joe e a Showgirl (1990) com Kiefer Sutherland e Emily Lloyd, Bullseye! (1990) com Michael Caine e Roger Moore, e Immortal Beloved (1994) com Gary Oldman. 
Ela foi originalmente escalada para o papel de Kochanski no episódio piloto de Red Dwarf, mas não estava disponível para novas datas de gravação após uma greve de eletricistas, então o papel foi para Clare Grogan. 

## Vida pessoal
Ela foi casada três vezes, primeiro com o diretor de cinema Bernard Rose com quem tem uma filha, Ruby Rose. Quando Rose estava desenvolvendo Candyman, Pigg interpretaria a personagem principal Helen, com sua amiga Virginia Madsen para interpretar o papel de Bernie, amiga de Helen. A escolha foi então feita para fazer o personagem de Bernie afro-americana, então Madsen perdeu o papel. Quando as filmagens estavam prestes a começar, Pigg descobriu que ela estava grávida, então o papel de Helen foi oferecido a Madsen. Pigg foi então casada com o produtor Tarquin Gotch, com quem ela tem uma filha, Lucia e um filho Roman Gotch. Em abril de 2017 ela foi entrevistada junto de Peter Firth, ambos estrelas da série Letter to Brezhnev, no BBC Breakfast em abril de 2017, durante o qual Firth explicou que eles namoraram brevemente depois de fazer o filme e que estão em um relacionamento desde 2010; eles se casaram em Londres na véspera de Natal de 2017. 